# Muzikalia
Muzikalia (también conocida como MZK) es una revista española editada en Internet que dedica su atención a la crítica de música independiente, abarcando una gran cantidad de géneros entre los que se encuentran el indie-rock, pop, el folk, la música electrónica, el blues o el punk. Se actualiza a diario con noticias, entrevistas y vídeo entrevistas a artistas, crónicas de conciertos, reportajes, playlists especiales y podcasts. Desde 2019 es también una editorial de libros musicales.

## Historia
Muzikalia inició su actividad en el año 2000, lo que la convierte en una de las revistas musicales en línea pioneras en nuestro país. Un concepto que nació mezclando secciones clásicas de la prensa en papel y las posibilidades técnicas que ofrecía Internet. Su aparición y la de muchos otros, favoreció la perpetuación de un modelo que ha sido imitado por nuevas publicaciones que han ido surgiendo hasta estos días. 
En 2007 y 2008, fue elegida publicación responsable de la creación del Catàleg Sonor, iniciativa para la programación de conciertos en Barcelona con la colaboración del Depósito Legal y la Sala Bikini.
Muzikalia fue distinguida en 2010 con el premio Pop-Eye a la mejor web musical de España en la V Edición de los Premios Pop-Eye de la Música y la Creación Independiente.
En 2015, 2018 y 2020 es elegida mejor web musical por la revista Ruta 66 y renueva su imagen por completo. En 2016 estrena el Podcast "Conexiones MZK".
En 2019 Muzikalia se convierte en editorial de libros musicales publicando 'Había una vez... Sr. Chinarro. Conversaciones con Antonio Luque', de Manuel Pinazo y Chema Domínguez.  
Desde su nacimiento, aparte de ser una continua fuente de información para el público de habla hispana, ha apoyado a la escena emergente con diversas acciones, la última de ellas su sección 7 Minutos Al Día, donde propone a diario descubrir a nuevos artistas. 

## Medio colaborador
Muzikalia ha sido medio oficial o colaborador de festivales de música ubicados en España (FIB Heineken, Summercase, Azkena Rock Festival, Microsonidos o Contempopránea). Durante los años 2007, 2008, 2009 y de nuevo en 2019 dada su implicación con la escena emergente, Muzikalia ha sido medio oficial de Proyecto Demo, prestigioso concurso de maquetas creado por el Festival Internacional de Benicàssim (FIB) en colaboración con Radio Nacional de España (Radio 3) y la cadena de televisión MTV.

## MZK Sessions en FNAC
Desde enero de 2009 y en colaboración con la empresa francesa FNAC, Muzikalia organizó las MZK Sessions, una iniciativa mediante la cual bandas emergentes de la escena independiente pueden tocar una vez al mes en las filiales de Madrid (FNAC Callao) y Barcelona (FNAC Triangle).

## Editorial
En 2019 coincidiendo con su 20 aniversario, Muzikalia se convierte en editorial de libros musicales. Su primera referencia es 'Había una vez... Sr. Chinarro. Conversaciones con Antonio Luque', escrito por Manuel Pinazo y Chema Domínguez. En primavera de 2020 se edita la segunda, 'Pere y María' del músico albaceteño Fernando Alfaro. El tercer libro de la editorial lanzado en diciembre de 2020 es 'La Luz en sus Entrañas. Conversaciones con Fernando Alfaro'  de Manuel Pinazo y Chema Domínguez. Después llega 'Diagonal Battiato' (2022) de Chema Domínguez o 'Así se baila el siglo XX' de Gerardo Cartón.

## Personal de Muzikalia
- Director web y editorial, coordinación general y publicidad: Manuel Pinazo.
- Redactor Jefe: Fidel Oltra.
- Webmaster: Raquel García.
- Redacción: Fidel Oltra, Raúl Julián, Luis Moner, Raúl del Olmo, J.J. Caballero Valero, José Megía, Txus Iglesias, Álvaro de Benito, Chema Domínguez, Amaia Prados, Fernando del Río, Alba García, Marta Vázquez, Pablo Almendros, Raquel García.